# Grupa Operacyjna gen. Rudolfa Dreszera
Grupa Operacyjna gen. Rudolfa Dreszera (Grupa Operacyjna Kawalerii nr 1) – grupa operacyjna Wojska Polskiego w czasie kampanii wrześniowej.

## Utworzenie i walki
Wojska Armii „Prusy" planowano rozwinąć w mobilizacji alarmowej, powszechnej i mieszanej. Okręg Korpusu III Grodno mobilizował trzeci rzut sztabu armii. Podczas mobilizacji dowództwa Wileńskiej Brygady Kawalerii w Wilnie, w ramach mobilizacji alarmowej w grupie „czerwonej” w czasie A+48, zmobilizowano Kwaterę Główną wraz z dowództwem Grupy Operacyjnej Kawalerii nr 1. Na jej dowódcę został wyznaczony dotychczasowy dowódca Wileńskiej BK gen. bryg. Rudolf Dreszer.
Jeszcze 31 sierpnia marsz. Edward Rydz-Śmigły oceniał położenie własnych wojsk i starał się naprawić błędne rozwiązania operacyjne dotyczące wykorzystania odwodowej Armii „Prusy”. Zamierzał między innymi wzmocnić siły w luce częstochowskiej. Jeden z wariantów przewidywał utworzenie GO gen. Dreszera w składzie: 7 Dywizja Piechoty, Krakowska, Wileńska i Wołyńska BK oraz batalion 7TP i pod jej osłoną rozwinięcie zasadniczych sił swojego odwodu głównego. Rozważania operacyjne przerwane zostały w kilka godzin po rozpoczęciu działań wojennych i Marszałek powrócił do poprzedniej koncepcji. GO gen. Rudolfa Dreszera w tym kształcie nie powstała.

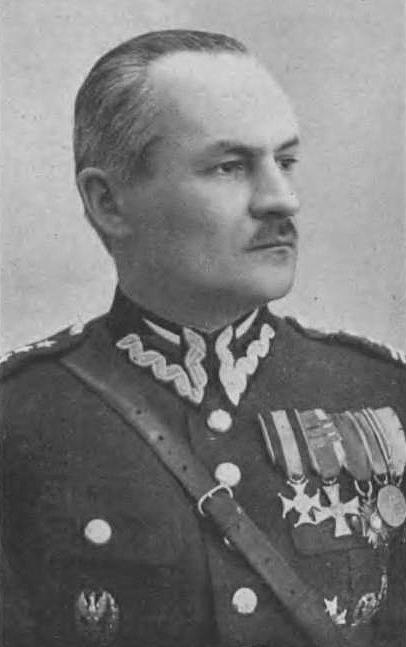
Płk dypl. Rudolf Dreszer

2 września, w późnych godzinach wieczornych, na stanowisko dowodzenia armii rozwinięte w Spale przyjechał gen. Rudolf Dreszer z podległym sztabem 1 GO Kawalerii, lecz bez pododdziałów zabezpieczenia. Dowódca Armii „Prusy” gen. Stefan Dąb-Biernacki zatrzymał go do swojej dyspozycji. Ze względu na tragiczną sytuację operacyjną w luce częstochowskiej, gen. Dąb-Biernacki został zmuszony do organizowania doraźnej obrony na najbardziej zagrożonych kierunkach, na Radom i Kielce. Przed południem 3 września wyznaczył gen. Dreszera i jego sztab do dowodzenia koncentrującym się południowym zgrupowaniem. Podporządkował mu 36 Dywizję Piechoty, 1 batalion czołgów lekkich i zmotoryzowaną kompanię zaporową 81 bsap. Po otrzymaniu zadania gen. Dreszer wyjechał na SD 36 Dywizji Piechoty do Przysuchy i nakazał jej dowódcy płk. Bolesławowi Ostrowskiemu przegrupować się w rejon południowy zachód od Końskich nad Czarną. Wynikiem starań gen. Dreszera było przydzielenie 36 DP 81 dywizjonu artylerii lekkiej przeznaczonego pierwotnie dla 39 Dywizji Piechoty. GO osłoniła kierunek Przedbórz, Końskie, Radom.

### Reorganizacja dowodzenia
Gen. Dąb-Biernacki doszedł do przekonania, że należy częściowo zreorganizować system dowodzenia armią. Dlatego też w nocy z 3 na 4 września powołał nową Grupę Operacyjną gen. Rudolfa Dreszera, a w jej skład włączył 19 Dywizję Piechoty gen. Józefa Kwaciszewskiego i Wileńską Brygadę Kawalerii płk dypl. Konstantego Druckiego-Lubeckiego. Stanowisko dowodzenia grupy nakazał rozwinąć w Przygłowie.

4 września  doszło do potyczki z działającymi na kierunku obrony 23 pułku ułanów ppłk dypl. Zygmunta Miłkowskiego elementami rozpoznawczymi niemieckiego XVI KA (mot.). Niemcy zostali zatrzymani w rejonie Wykno–gajówka Stobnica–Piła i wycofali się ze stratami. Do sztabu armii wysłano meldunek rozpoznawczy o pojawieniu się niemieckich oddziałów pancernych w rejonie Rozprzy. Gen. Dąb-Biernacki zdecydował się na wykonanie dwóch uderzeń: jednego od czoła, wyprowadzonego z lasów na północny wschód od Piotrkowa, i drugiego w skrzydło nacierających wojsk niemieckich, wyprowadzonego z lasu położonego na południe od Lubienia. 19 Dywizja Piechoty miała jeden pułk przegrupować w rejon Lubienia, aby wraz z Wileńską BK wykonać uderzenie na skrzydło wojsk niemieckich maszerujących na Piotrków. 77 pułk piechoty, z I/86 pp i IV/19 pal, rozpoczął przegrupowanie w rejon rozmieszczenia Wileńskiej BK i nad ranem 5 września był w gotowości do wspólnego uderzenia z Wileńską BK.

### Działania w rejonie Piotrkowa
We wczesnych godzinach rannych 5 września samoloty 4 Floty Powietrznej, wspólnie z artylerią niemieckiego XVI Korpusu Pancernego, prowadziły ogniowe przygotowanie natarcia. Po jego zakończeniu do natarcia ruszyły jego 1. i 4. dywizje pancerne i początkowo nie natrafiły na opór wojsk polskich. Nacierające jednostki 1 DPanc wykryły lukę na styku Grupy Operacyjnej „Piotrków” i GO gen. Dreszera. Będący na stanowisku dowodzenia 19 Dywizji Piechoty dowódca GO gen. Dreszer nie zameldował dowódcy armii o dotarciu oddziału pancernego przed front obrony 86 pułku piechoty. Gen. Dreszer wraz ze swoją 4 osobową grupą sztabową nie przejawiał inicjatywy i z tego powodu przestał się liczyć jako ogniwo dowodzenia wyższego szczebla taktycznego.
W tym czasie dowódca armii nie miał jeszcze sprecyzowanego zamiaru wyprowadzenia uderzenia między innymi przez Wileńską BK.

Przed południem gen. Dąb-Biernacki zaczął organizować przeciwuderzenie siłami Wileńskiej BK i 77 pułku piechoty ppłk dypl. Augusta Nowosielskiego, z I/86 pułku piechoty mjr Czesława Skiminy wzmocnionego IV/19 pułku artylerii lekkiej mjr. Henryka Spaltensteina. Oddziały ześrodkowane były na południe od Kłudzic i na zachód od Łęczna. Stanowisko dowodzenia gen. Dreszera zostało rozwinięte w Łęcznie. Wileńska BK zajęła stanowiska w lesie w rejonie Lubienia, a jej 4. i 23 pułk ułanów obserwowały przegrupowujące się w kierunku Rozprzy kolumny czołgów i nie otwierały ognia. Dowódca brygady rozwinął część 3 dywizjonu artylerii konnej.
Po południu gen. Dreszer postawił płk. Druckiemu-Lubeckiemu zadanie wykonania nocnego ataku. Brygada miała uderzyć w kierunku na Kłudzice, Zalesice, Piotrków. Oddziały miały wyruszyć w kolumnach z zalesionych rejonów wyjściowych i uderzyć z marszu na napotkane jednostki niemieckiej 1 DPanc. Dowódcy oddziałów przystąpili do przegrupowania sił w nakazane rejony wyjściowe do natarcia. Około 17.00 gen. Dreszer otrzymał telefonicznie rozkaz wstrzymujący wykonanie nocnego przeciwuderzenia. Kolejne zmieniające się rozkazy nakazały Wileńskiej BK odejście za Pilicę i zorganizowania osłony przepraw w Sulejowie.
Na rozkaz dowódcy armii 6 września o 2.00 płk Drucki-Lubecki skierował w rejon Przedborza 23 pułk ułanów. Do świtu pułk osiągnął Skotniki, a jego 1 szwadron rtm. Józefa Kozickiego doszedł do przedmieść Przedborza. Gros Wileńskiej BK o świcie 6 września ześrodkowało się w lesie na wschód od Sulejowa, a gen. Dreszer podporządkował jej 41 pułk piechoty ppłk. Kazimierza Wyderki. Gdy 23 pułk ułanów dochodził do Przedborza, dowódca brygady zawrócił go i nakazał maszerować w rejon ześrodkowania brygady. W tym czasie Przedborz był już zajęty przez Niemców.
6 września rano oddziały grupy operacyjnej rozrzucone były w terenie i nie stanowiły zwartego związku taktycznego zdolnego do działań i dowodzenie nimi było iluzoryczne. Gen. Dreszer i płk Drucki-Lubecki rozwinęli swoje stanowiska dowodzenia w Sasach.
Jednostki 19 Dywizji Piechoty rozproszone były w rejonie na południe od Przygłowa. Sztab dywizji rozmieścił się w lesie Lubochnia. Obok niego znajdowały się pododdziały różnych pułków i batalionów stanowiące siłę batalionu piechoty i dywizjonu artylerii. Znajdowały się tam też pododdziały dowodzenia i logistyczne. W odległości około 40 kilometrów od sztabu dywizji, na wschodnim brzegu Luciąży, stał 77 pułk piechoty z I/86 pp i IV/19 pal. Precyzując zadanie dowódcy 77 pułku piechoty ppłk. Nowosielskiemu, dowódca GO nakazał przeprawić pułk na wschodni brzeg Pilicy.
W podobnej odległości od sztabu dywizji, w lesie na południowy wschód od Koła, znajdowały się inne jednostki dywizji. Był to sztab 85 pułku piechoty ppłk. dypl. Jana Kruka-Śmigli, jego II batalion mjr. Jerzego Maciejowskiego, kompania przeciwpancerna i I/19 pal mjr. Tadeusza Stefanowicza. Zgrupowaniem tym dowodził dowódca piechoty dywizyjnej płk Tadeusz Pełczyński. Samodzielną grupę stanowił I/85 pp mjr. Stanisława Chudyby, który maszerował w kierunku Pilicy i dalej na Inowłódź. Na wschodni brzeg Pilicy pod Zakroczym maszerowały resztki 86 pułku piechoty płk. Walentego Peszka.
Wieczorem 6 września, będący na SD armii gen. Dreszer otrzymał od gen. Dęba-Biernackiego zadanie skoncentrowania swych oddziałów w rejonie m. Twarda, a następnie wycofania ich za Wisłę pod Maciejowicami. Wileńska BK miała przejść na wschodni brzeg Radomki i osłaniać odejście wojsk armii. Stosownie do otrzymanego zadania, Wileńska BK (bez 23 puł. i 2/3 dak) miała przegrupować się przez Opoczno, Gielniów, Przysuchę i przejść do obrony rubieży w pasie Mniszek–Jastrząb. Po analizie zadania gen. Dreszer doszedł do wniosku, że 90-kilometrowy marsz jest niemożliwy do zrealizowania i zmienił zadanie brygady. W myśl nowego rozkazu brygada miała pomaszerować do lasu Przysucha, który utrzymać miała przez cały dzień.
7 września do sztabu armii dotarł rozkaz Naczelnego Wodza marsz. Rydza-Śmigłego nakazujący wycofanie wojsk na wschodni brzeg Wisły. Jej związki taktyczne miały przekroczyć rzekę między ujściem Pilicy a Annopolem. Gen. Dąb-Biernacki zdecydował przegrupować Wileńską BK na most w Dęblinie.
Rano gen. Dreszer zmodyfikował nieco rozkaz dowódcy armii (osłona w pasie Mniszek–Jastrząb) i postawił dowódcy Wileńskiej BK zadanie: przejść następnej nocy do lasów na północny wschód od Radomia i utrzymać lizjerę lasu na kierunku Radom–Kozienice oraz od strony Jedlińska. Zmianę zadania gen. Dreszer uzasadniał następująco: ... Zadanie to w stosunku do siły Wileńskiej BK jest prawie niemożliwe do spełnienia. Rzeka Radomka, pomimo błotnistych brzegów, nie przedstawiała poważnej przeszkody ... Również szerokość frontu do utrzymania uniemożliwia wykonanie zadania. Tak też poprzez łącznika zameldował dowódcy armii. Późnym wieczorem wysłany oficer sztabu powrócił z rozkazem, by Wileńską BK wycofać na Maciejowice, nie na Puławy.
Stosownie do rozkazu gen. Dreszera, dowódca brygady zdecydował przegrupować oddziały nocą z 7 na 8 września do odległego o 70 km lasu na północny wschód od Radomia. Zasadnicze siły brygady miały się przegrupować przez Gielniów, Przysuchę, Plec, Przytyk, Jedlińsk, Zdobrze. 4 pułk ułanów, jako prawa kolumna, miał maszerować na Przysuchę, Plec na północ od Radomia i stanąć na zachodnim skraju w rejonie szosy Radom–Kozienice. 23 pułk ułanów miał przegrupowywać swoje szwadrony w kierunku wschodnim i dołączyć do głównych sił brygady. 13 pułk ułanów miał maszerować do lasu na wschód od Radomia. Do rana brygada osiągnęła zakładany rejon, a SD brygady rozwinęło się w głębi lasu przy drodze leśnej Radom–Maciejowice, a później na wschodnim brzegu Wisły w folwarku Podzamcze.

### Prowadzenie działań opóźniających
Zadaniem brygady na dzień 8 września było prowadzenie działań opóźniających wzdłuż szosy Radom–Kozienice. 4 pułk ułanów miał opóźniać nieprzyjaciela z takim wyliczeniem, by do 24.00 nie dopuścić go do przekroczenia Kozienic, po czym przejść w rejon Nowej Wsi (przedmieścia Maciejowic).

Około 15.00 awangarda niemieckiej 1 Dywizji Lekkiej zaatakowała 2. i 4 szwadron 4 pułku ułanów broniących pierwszej pozycji opóźniania. Po początkowych sukcesach obrońców, około 17.00 niemieckie czołgi zaczęły oskrzydlać kawalerzystów od południa. W tej sytuacji szwadrony przeszły na drugą pozycję. Do walki włączył się też 3 szwadron, a 1 szwadron opóźniał na pośredniej rubieży. Około 20.00 pułk bronił się na drugiej pozycji. Ppłk Ludomir Wysocki skierował 3 szwadron z plutonem kolarzy do Kozienic, z zadaniem osłony przejścia pułku przez miejscowość. Przed 20.00 walki na drugiej pozycji ustały, pułk rozpoczął przegrupowanie szosą na Kozienice i tuż po północy osiągnął zaplanowany rejon w Nowej Wsi, ubezpieczając się szwadronem kolarzy. W rejonie tym ześrodkowała się też pozostała cześć brygady (bez 23 puł. i 2/4 dak).
Kolejny rozkaz, przekazany przez oficera sztabu GO rtm. Feliksa Bolechowskiego, nakazywał brygadzie utrzymać przez dzień 9 września przyczółek mostowy w rejonie Maciejowic. Dowódca GO gen. Dreszer opuścił samowolnie swoje wojska i pojechał do Brześcia do marszałka Rydza-Śmigłego. Zamierzał złożyć tam meldunek wykazujący błędy gen. Dęba-Biernackiego popełnione w dowodzeniu armią, które przyczyniły się do tak szybkiego jej rozbicia. Dowodzenie grupą operacyjną, wcześniej i tak iluzoryczne, zostało zaprzestane.
W tym czasie 23 pułk ułanów z 2 baterią maszerował szosą na Opoczno. W czasie przemarszu był bombardowany, ponosząc nieznaczne straty. Jako że Opoczno było już zajęte przez Niemców, dowódca pułku zdecydował się wyminąć je i ześrodkować pododdziały w rejonie Studzianny. Dołączenie pułku do głównych sił brygady stało się już prawie niemożliwe.

### Przeprawa przez Wisłę
Dowódca Wileńskiej BK, stosując się ściśle do rozkazu gen. Dreszera, wzmocnił obronę mostu na zachodnim brzegu 2/4 puł. por. Zygmunta Szendzielarza. W lesie na zachód od mostu, na jego południowym skraju lasu, stanął 1 szwadron rtm. Michała Bohdanowicza, osłaniany od zachodu przez 3 szwadron rtm. Antoniego Nowakowskiego. Na stanowiskach ogniowych pozostawił dwie baterie 3 dywizjonu artylerii konnej. 13 pułk ułanów ppłk. Józefa Szostaka rozmieścił się na południe od Ryczywołu, a na wschodni brzeg Wisły przeszła część sztabu pułku, szwadron łączności i szwadron pionierów.
Około 11.00 od południa pod przyczółek mostowy podszedł patrol rozpoznawczy niemieckiej 1 Dywizji Lekkiej wzmocniony czołgami. Jego natarcie zostało odparte. Kolejne natarcia niemieckiego 6 batalionu motocyklistów i oddziału rozpoznawczego wzmocnionego czołgami sprawiły, że szwadron 4 pułku ułanów zaczął się cofać. W tym samym czasie inne niemieckie pododdziały wykonały obejście i zagroziły tyłom 4 puł. Dowódca brygady zarządził najpierw wycofanie przez most artylerii, następnie odejście obydwu pułków na północ. Za cofającymi się pułkami podążył szwadron z przedmościa, a pierwotna jego załoga wycofała się po moście na wschodni brzeg Wisły. 13 pułk ułanów odszedł aż w pobliże ujścia Pilicy. Po drodze był bombardowany. Ostatecznie większość pułku przeprawiła się na południe od Wilgi na łodziach i wpław.
Gros 4 pułku ułanów przybyło w nocy pod Tarnów, na przeprawę promową. W wyniku organizacyjnego chaosu prom przewrócił się, a pod nieobecność dowódcy ppłk. Wysockego (poszukującego 2 szwadronu), zastępujący go rtm. Eugeniusz Parafianowicz kazał zatopić ciężką broń i przeprawiać się wpław na własną rękę, wyznaczając przy tym jako miejsce zbiórki ośrodek zapasowy w Wołkowysku. Rano 10 września pułk był już całkowicie zdezorganizowany. Zwartość bojową zachowywał jedynie 2 szwadron, który przeprawił się bardziej na północ, a przy którym znajdował się dowódca pułku.

Przeprawa przez Wisłę Wileńskiej BK wymagała od dowódcy brygady skoordynowania wysiłków jego sztabu i dowództw pułków. Dysponując brygadowym szwadronem saperów, nie wytyczono punktów przepraw, nie zgromadzono też podręcznych środków przeprawowych. Zmusiło to pododdziały do improwizacji, która to zakończyła się ostatecznie ich rozproszeniem. Brygada przestała istnieć jako związek taktyczny.

## Struktura organizacyjna

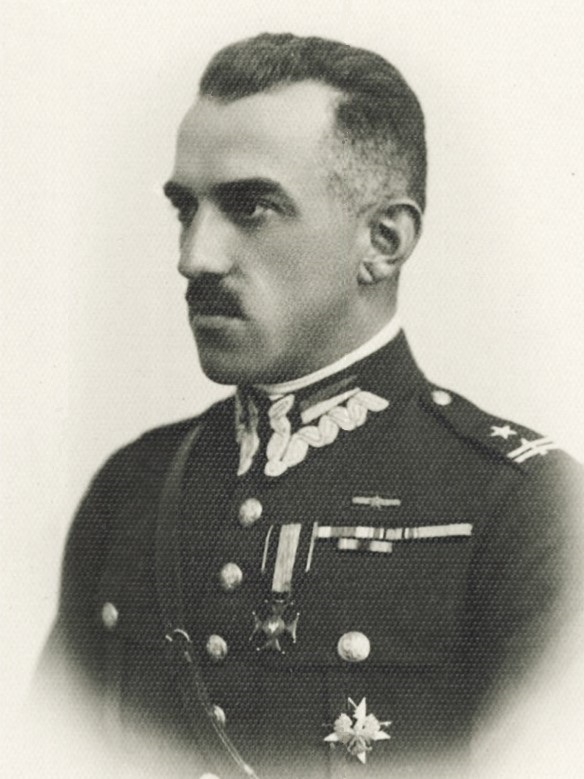
Płk dypl. Ziemowit Grabowski

31 sierpnia (planowana)
- Dowództwo Grupy
- 7 Dywizja Piechoty
- Krakowska Brygada Kawalerii
- Wileńska Brygada Kawalerii
- Wołyńska Brygada Kawalerii
- batalion 7TP

4 września
- Dowództwo Grupy

dowódca grupy – gen. Rudolf Dreszer
szef sztabu – ppłk dypl. Ziemowit Grabowski
oficer sztabu – mjr dypl. Jerzy Falkowski
oficer sztabu – rtm. dypl. Feliks Bolechowski
oficer sztabu – rtm. Kazimierz Jałozo
- 19 Dywizja Piechoty
- Wileńska Brygada Kawalerii